# Lillörsjön
Lillörsjön är en sjö i Ragunda kommun i Jämtland och ingår i Indalsälvens huvudavrinningsområde. Sjön har en area på 0,468 kvadratkilometer och ligger 363 meter över havet. Sjön avvattnas av vattendraget Järån (Sörån).

## Delavrinningsområde
Lillörsjön ingår i det delavrinningsområde (700179-153577) som SMHI kallar för Utloppet av Eldsjön. Medelhöjden är 368 meter över havet och ytan är 25,13 kvadratkilometer. Det finns inga avrinningsområden uppströms utan avrinningsområdet är högsta punkten. Järån (Sörån) som avvattnar avrinningsområdet har biflödesordning 2, vilket innebär att vattnet flödar genom totalt 2 vattendrag innan det når havet efter 107 kilometer. Avrinningsområdet består mestadels av skog (93 procent). Avrinningsområdet har 0,9 kvadratkilometer vattenytor vilket ger det en sjöprocent på 3,6 procent.